# عليون نوحوم ديالو
عليون نوحوم ديالو سياسي مالي من مواليد 1938.